# Вуйович, Воислав Дмитриевич
Воислав Дмитриевич Вуйович (серб. Војислав Вујовић; 15 января 1897, Пожаревац (ныне Сербия) — 3 октября 1936, Москва) — сербский коммунист, генеральный секретарь Коммунистического Интернационала молодёжи в 1921—1926 годах, в 1924-1926 годах член Президиума Исполкома Коминтерна.

## Биография
По национальности серб. В 1912 году вступил в сербскую социал-демократическую партию. Во время Первой мировой войны жил и учился во Франции, где также участвовал в молодёжном социалистическом движении. Увлёкся коммунистическими идеями. С мая 1918 года — член РКП (б).
В 1919 году принимал участие в учреждении Коммунистического Интернационала молодёжи; в 1921 году на Втором съезде был избран его председателем. По поручению партии в 1919—1921 годах занимался организацией нелегальных комсомольских организаций во Франции, Австрии, Италии и Швейцарии.
Один из первых международных агентов Коминтерна, член его Исполкома в 1921—1927 годах. В 1925 году на Пятом съезде Коминтерна избран в члены Исполнительного комитета (ИККИ).
В 1926 году присоединился к Г. Е. Зиновьеву и поддержал объединенную левую оппозицию в ВКП(б). Проводил активную агитацию в её пользу. В том же году снят с руководящих постов, а в сентябре 1927 исключен из партии, Коминтерна и КИМа.
В 1927 году сослан в Архангельск, затем в Саратов. В 1928 году выслан в Верхнеуральск, но после раскаяния в 1930 году восстановлен в партии. Работал в Балканском секретариате Коминтерна. Преподавал в Коммунистическом университете национальных меньшинств Запада им. Мархлевского, был научным сотрудником в Международном аграрном институте. Также стал референтом Балканского секретариата ИККИ.
После убийства Кирова в 1934 году Вуйович был арестован и 3 октября 1936 года расстрелян в Москве. Его жена и двое его братьев (Радомир и Грегор) также погибли во время сталинского «Большого террора».
Реабилитирован посмертно в 1959 году.
Сын — Владимир Вуйович (1922 — 1988), позднее ставший известным французским актером под псевдонимом Мишель Оклер.